# Habitaciones extrañas
Habitaciones extrañas es el tercer álbum de estudio del grupo de rock argentino Enanitos Verdes, que salió a la venta en el año 1987 a través del sello CBS.

## Detalles
Este LP fue grabado y mezclado en los Estudios Panda (Buenos Aires) en el otoño de 1987, con la presencia -una vez más- de Andrés Calamaro en calidad de productor y músico invitado.
El disco contiene 11 temas y 3 grandes éxitos: Te vi en un tren, Por el resto y un cover del hit de La Joven Guardia El extraño del pelo largo (1969).
El álbum alcanzó un éxito impresionante tanto en Argentina como en Latinoamérica.
Sony Music Argentina lo reeditó en vinilo en 2017.

## Lista de canciones
| Habitaciones extrañas |                                 |                                             |          |  |
| N.º                   | Título                          | Escritor(es)                                | Duración |  |
| 1.                    | «El extraño de pelo largo»      | (Enrique "Quique" Masllorens/Hiacho Lezica) | 2:52     |  |
| 2.                    | «Por el resto»                  | (Felipe Staiti/Marciano Cantero)            | 4:20     |  |
| 3.                    | «Derribando sueños»             | (Tito Dávila)                               | 2:56     |  |
| 4.                    | «Pasos»                         | (Tito Dávila)                               | 4:08     |  |
| 5.                    | «Sumar tiempo no es sumar amor» | (Tito Dávila/E.Giaquinta)                   | 3:35     |  |
| 6.                    | «Te vi en un tren»              | (Marciano Cantero)                          | 4:00     |  |
| 7.                    | «Encerrado sin amar»            | (Tito Dávila)                               | 3:00     |  |
| 8.                    | «Solo alguien como vos»         | (Marciano Cantero)                          | 2:38     |  |
| 9.                    | «Vivo dos veces»                | (Dávila/Giaquinta)                          | 2:40     |  |
| 10.                   | «La misma luna»                 | (Marciano Cantero)                          | 3:13     |  |
| 11.                   | «Atrapado (por tu corazón)»     | (Marciano Cantero)                          | 3:19     |  |

- Artistas invitados: Andrés Calamaro y Gringui Herrera